# FMA I.Ae. 24 Calquín
ФМА I.Ae. 24 «Кальки́н» (исп. FMA I.Ae. 24 Calquín, «Королевский орёл») — аргентинский многоцелевой самолёт-бомбардировщик, состоявший на вооружении ВВС Аргентины. Построен на основе английского бомбардировщика de Havilland Mosquito. Первый двухмоторный ударный самолёт, спроектированный и произведённый в Аргентине и Латинской Америке.

## История строительства

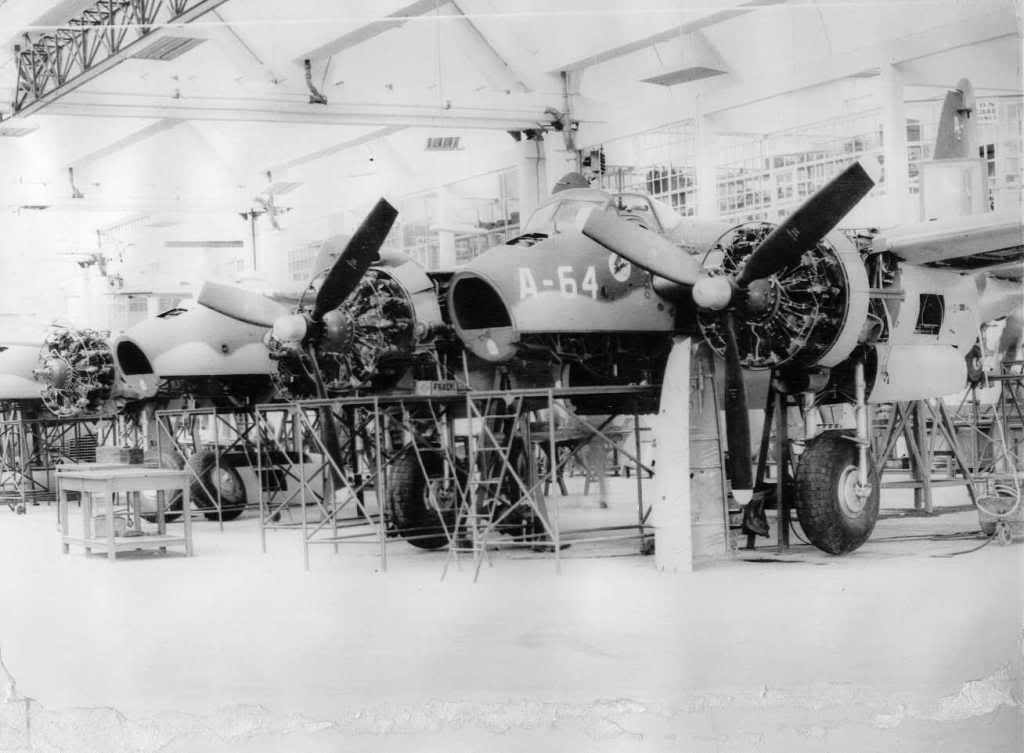
Сборка «Калькинов» на заводе в Кордове

С началом Второй мировой войны Аргентина, симпатизировавшая странам Оси, объявила 4 сентября 1939 нейтралитет, который сохраняла до начала 1944 года. К этому времени США, после долгих попыток склонить Буэнос-Айрес на свою сторону, начали рассматривать вариант вторжения бразильских войск в Аргентину. Так как под закон о ленд-лизе Аргентина не подпадала, в условиях дефицита военной техники и невозможности приобрести её, правительство в Буэнос-Айресе почувствовало внешнюю угрозу. В стране началась разработка и производство вооружения и военной техники. К примеру, в 1944 был налажен серийный выпуск первого танка национальной разработки «Науэль».
В 1944 году в конструкторском бюро FMA в Кордове, под руководством инженера и директора фирмы Хуана Игнасио Сан-Мартина (исп. Juan Ignacio San Martín), было начато проектирование двухмоторного бомбардировщика. Самолёт получил название «Калькин», что в переводе с языка индейцев арауканов — аборигенов запада Аргентины, означает «Королевский орёл». До Второй мировой войны страна располагала ограниченными возможностями по выплавке алюминия, и относительно крупное производство этого металла началось только в 1974 году с открытием в Мадрине завода компании Aluar. Это, а также сокращение ввоза в Аргентину прочих стратегических металлов, используемых в авиастроении, привели к тому, что корпуса бомбардировщика I.Ae. 24 Calquín и десантного планера I.Ae. 25 Mañque были выполнены из дерева.

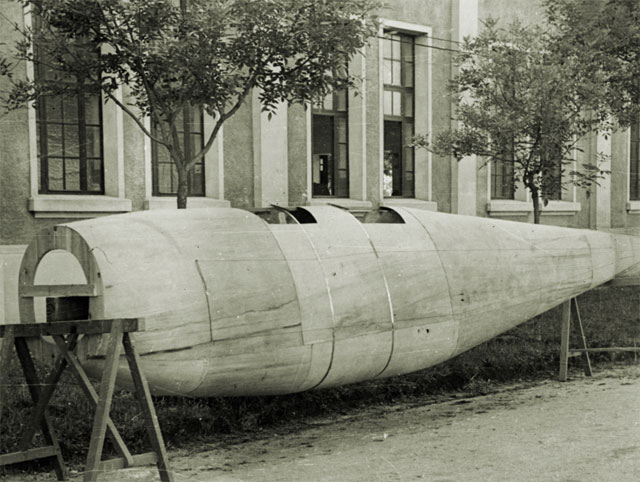
Макет I.Ae. 28 Super Calquín возле столярной мастерской завода

Проектирование велось с оглядкой на бомбардировщик «Москито» английской разработки. Первый опытный образец совершил полёт 5 июня 1946 года, под управлением ведущего лётчика-испытателя FMA Эдмундо Освальдо Вайсса (исп. Edmundo Osvaldo Weiss). После успешных испытаний, в ходе которых прототип налетал 100 часов без каких-либо происшествий, «Калькин» был запущен в мелкосерийное производство. I.Ae. 24 мог выполнять практически все фигуры высшего пилотажа.
После окончания войны аргентинцы изучили полученный из Британии «Москито» и внесли в конструкцию I.Ae. 24 ряд доработок. Всего в 1947—1950-х было произведено 100 единиц. Позже 5 из них переоборудовали в учебно-боевые, оснастив двойным управлением.
После успешных испытаний I.Ae. 24 в Институте аэротехники начались работы по проектированию I.Ae. 28 «Супер Калькин» — усовершенствованной версии «Калькина» с двигателем Rolls-Royce Merlin III, позволившим бы увеличить скорость на 200 км/ч. Планировалось выпустить 100 единиц, однако загруженность мощностей FMA не позволяла вести два проекта. К примеру, из-за этого производство лёгкого самолёта «Бойеро» было передано столичной фирме Petrolini Hermanos. Проект I.Ae. 28 Super Calquín был закрыт.

## Конструкция

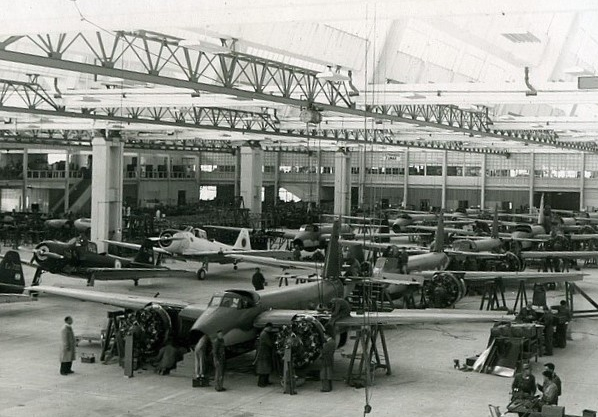
Производство «Калькинов». Слева видны находящиеся в процессе сборки I.Ae. 22 DL

Представлял собой двухмоторный среднеплан с убираемым шасси. Фюзеляж полумонококовой конструкции и его силовой набор были выполнены из дерева — кедра, берёзы и бальсы. Моторные капоты изготовлены из лёгкого сплава. Крылья — двухлонжеронные, деревянные. Кресла экипажа размещались в кабине рядом. За креслами располагался бомбоотсек, вмещавший до 740 кг боевого запаса, калибр бомб мог варьироваться от 15 до 350 кг. Двигатели — американские двухрядные звёздообразные R-1830-SC-G Twin Wasp фирмы Pratt & Whitney, снабжённые трёхлопастными металлическими воздушными винтами Hamilton Standart. Изначально планировалось установить на самолёт британские моторы Rolls-Royce Merlin 25 мощностью 1620 л. с., однако из-за экспортных ограничений военного времени эти планы не были воплощены в жизнь. Шасси трёхопорное, с хвостовым колесом.

## Служба

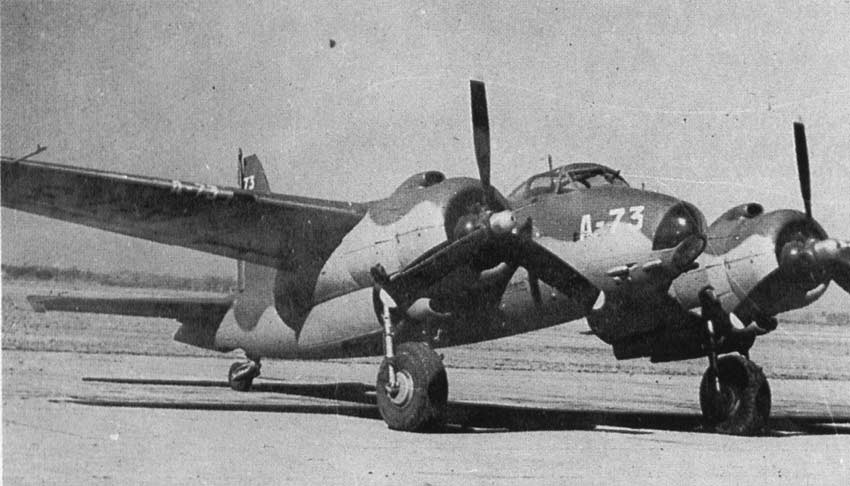
I.Ae. 24 Calquín на аэродроме

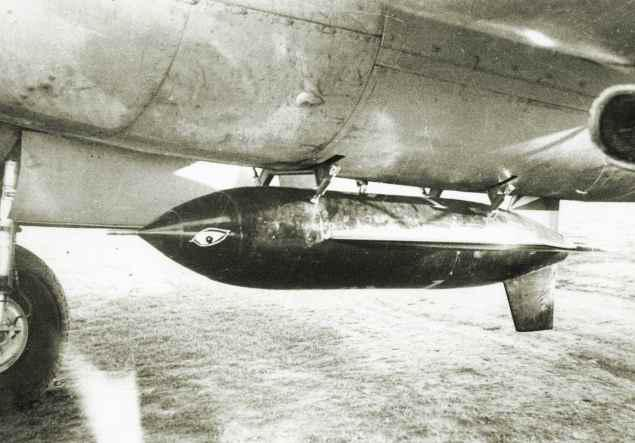
Крылатая ракета AM-1 «Та́бано» под крылом бомбардировщика

Первый полёт первый серийный самолёт выполнил 4 июля 1947 года. Заказанная ВВС партия из ста машин была поставлена к апрелю 1951 года. Самолёты использовали штурмовые и разведывательные части. Боевое крещение самолёты получили в сентябре 1955-го, во время «Освободительной революции», свергнувшей Хуана Перона. Так, утром 16 сентября пятёрка I.Ae. 24 и четвёрка истребителей «Метеор» с авиабазы Морон атаковала три десантных корабля флота, перевозивших с острова Мартин-Гарсия кадетов Военно-морской школы на помощь мятежникам в военно-морской базе Рио-Сантьяго. «Калькины» выполнили неудачное бомбометание, и только огонь пулемётов «Метеоров» оказал действенное влияние на моряков — корабли, получив повреждения, повернули вспять. Один «Калькин» в паре с «Линкольном» атаковал корветы «Муратур» и «Кинг». Однако, огнём из зенитных орудий кораблей атака была отражена. По непотверждённым данным, «Калькин» был сбит. Кроме того, некоторое количество правительственных I.Ae. 24 перешло на сторону мятежников, и участвовало в боях против перонистов. Так, борт A-70 отбомбился напалмовыми бомбами по позициям правительственных войск в районе Кордовы, позже, такие вылеты совершались ещё несколько раз.
Отмечалась высокая аварийность самолётов, связанная с их деревянной конструкцией. Так, ещё в 1947 году в катастрофах погибло два самолёта. К 1958 в строю оставался 21 самолёт. Всего, в авариях погиб 41 авиатор. «Калькины» эксплуатировались в составе ВВС до 1961 года, а последний, предполагавшийся к передаче в музей, сгорел во время противопожарных учений в 1967.
На экспорт не поставлялись. Периодически самолёты использовались для испытаний различных систем вооружения национальной разработки. К примеру, крылатой ракеты класса «воздух-воздух» AM-1 Tábano, первой в своём классе в Южной Америке.

## Лётно-технические характеристики
Источник данных: журналы «Мировая авиация» № 132 и «Авиация и время» № 4 (122)

Технические характеристики
- Экипаж: 2
- Длина: 12 м
- Размах крыла: 16,30 м
- Высота: 3,40 м
- Площадь крыла: 38,2 м²
- Масса пустого: 5 340 кг
- Нормальная взлётная масса: 7 200 кг
- Максимальная взлётная масса: 8 165 кг
- Силовая установка: 2 × ПД Pratt & Whitney R-1830-G Twin Wasp
- Мощность двигателей: 2 × 1 050 л.с. (2 × 783 кВт)

Лётные характеристики
- Максимальная скорость: 440 км/ч
- Крейсерская скорость: 380 км/ч
- Боевой радиус: 2655 км
- Практическая дальность: 1200 км
- Практический потолок: 10 000 м
- Скороподъёмность: 750 м/мин

Вооружение
- Стрелково-пушечное: 4 × 20-мм Hispano Suiza 804 или 12,7-мм пулемёты (американские Browning M3/аргентинские DL)
- Неуправляемые ракеты: 12 × 75-мм
- Бомбы: до 800 кг

## Операторы
Аргентина
- ВВС Аргентины[9]